# Andrés Rivera
Andrés Rivera (n. 12 decembrie 1928, Buenos Aires - d. 23 decembrie 2016, Córdoba), cu pseudonimul Marcos Ribak, a fost un scriitor argentinian. Între 1953 și 1957, Rivera a lucrat la revista Plática. În ultimii ani ai vieții a locuit în Córdoba (Argentina).

## Operă
- El precio (1957).
- Los que no mueren (1959).
- Sol de sábado (1962).
- Cita (1965).
- Ajuste de cuentas (1972).
- Nada que perder (1982).
- Una lectura de la historia (1982).
- En esta dulce tierra (1984).
- La revolución es un sueño eterno (1987).
- Los vencedores no dudan (1989).
- El amigo de Baudelaire (1991).
- La sierva (1992).
- Mitteleuropa (1993).
- El verdugo en el umbral (1994).
- El farmer (1996).
- La lenta velocidad del coraje (1998).
- El profundo sur (1999).
- Tierra de exilio (2000).
- Hay que matar (2001).
- El manco Paz (2003).
- Cría de asesinos (2004).
- Esto por ahora (2005).